# Малый Кулянур
 Малый Кулянур  — опустевшая деревня в Пижанском муниципальном округе Кировской области.

## География
Расположена на расстоянии примерно 9 км по прямой на юг-юго-запад от райцентра поселка Пижанка.

## История
Известна с 1873 года как деревня Мирянга, где дворов 77 и жителей 557, в 1905 (уже починок Малый Кулянур) 16 и 112, в 1926 25 и 138 (все мари), в 1950 29 и 91, в 1989 году 16 жителей . До 2020 года входила в состав Пижанского городского поселения до его упразднения.

## Население
Постоянное население составляло 8 человек (мари 100%) в 2002 году, 0 в 2010.